# هيرمان ليفا ماركيز
هيرمان ليفا ماركيز (بالإنجليزية: Herman Leyva Marques)‏ (1934 - 3 أكتوبر 2006) هو ملاكم أمريكي.

## وصلات خارجية
- هيرمان ليفا ماركيز على موقع بوكس ريك (الإنجليزية) (registration required)